# Davide Santon
Davide Santon (* 2. Januar 1991 in Portomaggiore) ist ein ehemaliger italienischer Fußballspieler.

## Karriere

### Im Verein

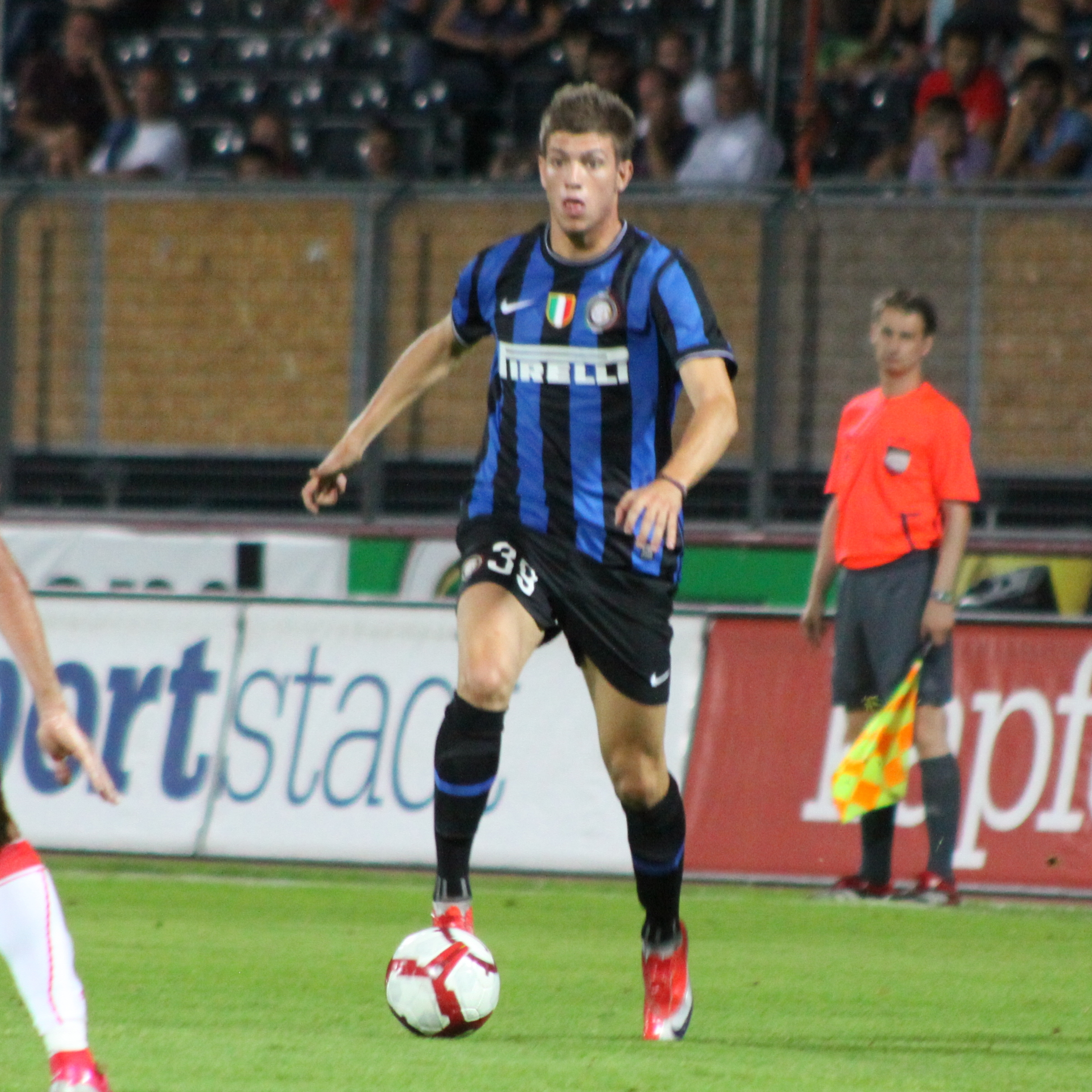
Santon im Trikot von Inter Mailand (2009)

Davide Santon entstammt der Jugendabteilung von Inter Mailand. Während seiner Zeit in den Jugendmannschaften hatte Santon auch Offerten englischer Top-Vereine, wie etwa vom FC Chelsea oder Manchester United. Sein Debüt für die Profimannschaft von Inter gab er am 21. Januar 2009 in der Coppa Italia, als er über die volle Spielzeit gegen den AS Rom zum Einsatz kam. Am 26. Januar 2009 spielte Santon erstmals in der Serie A, der höchsten italienischen Spielklasse, gegen Sampdoria Genua. Im Januar 2009 verlängerte Santon seinen Vertrag bei Inter Mailand bis zum Jahr 2013.
Davide Santon war anfänglich als Ersatzmann von Maicon auf der rechten Seite eingeplant, fügte sich aber nach einer Schwächephase von Stammverteidiger Maxwell wie selbstverständlich auf links ein und überzeugte vor allem durch seine Ruhe und Abgeklärtheit. Er avancierte schließlich in der Saison 2008/09 zu einem festen Bestandteil der Mannschaft und Liebling der Massen und gewann mit Inter seine erste italienische Meisterschaft. Besonders im Gedächtnis blieb sein starker Auftritt im Hinspiel des Champions-League-Achtelfinales gegen Manchester United.
In den folgenden Spielzeiten stagnierte die Entwicklung von Santon allerdings. Hinzu kamen zwei Knieverletzungen, die ihn längere Zeit pausieren ließen. Zwar konnte sich Santon aufgrund Verletzungen seiner Mannschaftskameraden vorübergehend in die Startelf von Inter zurückkämpfen, doch seinem Spiel fehlte die Sicherheit vergangener Tage. Zur Rückrunde der Saison 2010/11 wurde Santon an den AC Cesena ausgeliehen. Inter lieh im Gegenzug den japanischen Verteidiger Yūto Nagatomo aus. Ende August 2011 wurde Santon für ca. 5,5 Millionen Euro an den englischen Premier-League-Verein Newcastle United verkauft.
Am 2. Februar 2015 kehrte Santon auf Leihbasis bis zum Ende der Saison 2014/15 zu Inter Mailand zurück. Zur Saison 2015/16 wurde Santon fest verpflichtet.
Zur Spielzeit 2018/19 wurde Santon von der AS Rom verpflichtet.
Im Herbst 2022 beendete er seine Karriere aufgrund von anhaltenden Knieproblemen.

### In der Nationalmannschaft
In den Jahren 2007 und 2008 absolvierte Santon für die U-16-, U-17- sowie die U-20-Nationalmannschaft Italiens 18 Einsätze, in denen er vier Tore erzielte. Am 31. März 2009 gab Santon gegen die Niederlande sein Debüt für die U-21-Nationalmannschaft. Bis 2012 folgten 16 weiteren Partien, in denen er für die Azzurrini auflief.
Aufgrund seiner starken Leistungen bei Inter Mailand wurde Santon am 4. Juni 2009 von Nationaltrainer Marcello Lippi in den Kader für den Konföderationen-Pokal 2009 in Südafrika berufen. Am 6. Juni 2009 kam er beim 3:0-Sieg gegen Nordirland zu seinem Debüt in der Italienischen Nationalmannschaft und stand über die volle Distanz auf dem Platz. Auch im folgenden Test gegen Neuseeland war er aktiv. Obwohl er beim Konföderationen-Pokal ohne Einsatz blieb, nominierte ihn Lippi in den Folgemonaten weiterhin. Für die Weltmeisterschaft 2010 wurde er nicht berücksichtigt, kam im November 2010 und im März 2011 unter Cesare Prandelli allerdings erneut zum Einsatz.
Danach folgten vorerst keine weiteren Nominierungen für Santon, der im Februar 2013 gegen die Niederlande jedoch sein Comeback feierte, das bisher auch seinen letzten Länderspieleinsatz darstellt. Im März und Oktober 2015 wurde er von Antonio Conte zwar wieder zur Nationalmannschaft eingeladen, blieb aber ohne weiteren Einsatz.

## Erfolge
Inter Mailand
- Italienische Meisterschaft: 2009, 2010
- UEFA Champions League: 2010
- Italienischer Pokal: 2010
- Italienischer Supercup: 2008, 2010
- FIFA-Klub-Weltmeisterschaft: 2010